# Fasocheck
 (août 2025).
 (août 2025).
FasoCheck est une plateforme d'information au Burkina Faso. Elle a pour but de lutter contre la désinformation et le discours de haine à travers la vérification des faits.

## Historique
FasoCheck a été créé en 2018 et intervient comme un média de veille contre la désinformation sur les réseaux sociaux comme dans les autres médias. Elle est animée par des journalistes et des blogueurs burkinabè, formés par la Deutsche Welle Akademie. FasoCheck est fondé sur quatres valeurs notamment : 
- Indépendance : Fasocheck attache du prix à sa liberté de ton et d’action. Ils sont indépendants du gouvernement, des partis politiques et des médias.
- Impartialité : aucun parti pris revendiqué dans des débats, soutien d’aucun parti politique ni aucune campagne. Aucun membre de l’équipe n’entretient des intérêts avec des organisations partisanes.
- Transparence: La transparence est le socle de FasoCheck. Ils sont transparents tant sur leurs sources de financements que sur les méthodes de travail.
- Efficacité : La vérification des faits à elle seule ne suffit pas pour arrêter la propagation de la désinformation. Fasocheck demande des corrections si nécessaires et travaillent avec les ministères et les instituts de recherche pour améliorer la qualité et la communication des informations à la source[1].

## Fonctionnement
La plateforme Fasocheck est animée par des journalistes-chercheurs, des bloggeurs, des éditeurs. Elle fonctionne comme une organisation à but non lucratif dont le siège se situe à Ouagadougou au Burkina Faso. 

## Partenariats et financement
L'organisation est principalement soutenue par la coopération allemande et la Deutsche Welle Akademie. Elle a aussi pu établir des partenariats avec d'autres organisation tant au niveau local, qu'international tels que Diakonia,Fondation Hanns Seidel, l'Ambassade des États-Unis à Ouagadougou, Studios Yafa de la Fondation Hirondelle, National Democratic Institute, etc,. Parallèlement aux partenariats, la structure propose des prestations de production de contenus entre autres. 

## Actions et projets
FasoCheck est connu pour ces actions de lutte contre la désinformation et ses nombreuses formations organisées à l'endroit des journalistes, bloggeurs, des jeunes,des femmes, etc,,,. Elle a également initié des projets dans ce sens, mais aussi un programme de formation intensive. Ce sont entre autres :
- 2022: Fasocheck Fellowship Program»[9]
- 2024 : projet ‘’Redonner confiance à la démocratie par la réhabilitation de l’information’’[8]
- 2023: Projet : Réinventer la démocratie avec une opinion publique éclairée au Burkina Faso[10]
- 2024 : Programme « Jeunes reporters pour la paix »[11]